# Niyazi Gökdere
Niyazi Gökdere (* 1938 in Istanbul; † 1999 ebenda) war ein türkischer Schauspieler.

## Leben und Karriere
Gökdere wurde 1938 in Istanbul geboren. Seine Schauspielkarriere begann 1965 in dem Film Yankesicinin Aşkı. Zu seinen bekanntesten Filmen zählen Birakin Yasayalim, Dehset Gecesi und Kolsuz Kahraman. Seinen letzten Auftritt hatte er 1993 in Karanlık Sular.
Gökdere starb im Jahr 1999 im Alter von 61 Jahren.

## Filmografie (Auswahl)
- 1965: Yankesicinin Aşkı
- 1967: Ağlayan Kadın
- 1969: Şahane İntikam
- 1969: Tatlı Günler
- 1970: Altın Tabancalı Ajan
- 1970: Duyduk Duymadık Demeyin
- 1970: Eyvah
- 1970: Firari Aşıklar
- 1970: İste Kölen Olayım
- 1975: Batsın Bu Dünya
- 1976: Cezanı Çekeceksin
- 1976: Evlilik Şirketi
- 1980: Akrep
- 1984: Bırakın Yaşasınlar
- 1984: Garibanlar
- 1987: Güzel Alsın Canımı
- 1992: Bir Daha Asla
- 1993: Karanlık Sular